# Табасаранський район
Табасаранський район - муніципальний район в Дагестані, Росія.
Адміністративний центр - село Хучні.

## Географія
Район розташований на південному сході Дагестану і межує: з Кайтагським, Дербентським, Сулейман-Стальським, Хівським і Агульським районами республіки. Площа території - 801 км².

## Історія
Постановою 4-ї сесії ДагЦІК від 22.11.1928 р з колишніх Південно-табасаранської ділянки Кюрінського округу і Північно-табасаранської ділянки Кайтаго-табасаранського округу утворений Табасаранський кантон з центром у селі Куярік. Постановою ВЦВК від 3.06.1929 р кантон перетворений в район. У 1931 р районний центр перенесений в село Бурганкент, а в 1935 р в Хучні.

## Населення
Населення - 51 027 чоловік.
Національний склад
За даними Всеросійського перепису населення 2010 года:
| Народ         | Чисельність, чол. | Частка від усього населення,% |
| ------------- | ----------------- | ----------------------------- |
| Табасарани    | 41813             | 79,06%                        |
| Азербайджанці | 9731              | 18,39%                        |
| Агули         | 423               | 0,79%                         |
| Лезгини       | 99                | 0,18%                         |
| Даргинці      | 69                | 0,13%                         |
| Росіяни       | 47                | 0,08%                         |
| Лакці         | 20                | 0,03%                         |
| Інші          | 17                | 0,03%                         |
| Усього        | 52886             | 100,00%                       |

Згідно з переписом населення 1939 року, в Табасаранському районі Дагестанської АРСР табасарани становили 83,2%, азербайджанці - 12,7% .

## Економіка
Район аграрний і основними галузями її економіки є - виробництво зерна, плодів, винограду та овочів. У районі 77 313 га земель, з яких 32 174 га - сільськогосподарські угіддя.